# Lista över fornlämningar i Höörs kommun
Lista över fornlämningar i Höörs kommun är en förteckning av ett urval av de fornlämningar som finns i Höörs kommun.

## Bosjökloster
| Namn                             | Lämningstyp                 | Tillkomsttid | Historisk indelning | Plats | Läge                 | ID-nr          | Bild                                      |
| -------------------------------- | --------------------------- | ------------ | ------------------- | ----- | -------------------- | -------------- | ----------------------------------------- |
| Bosjökloster 5:1                 | Stensättning                |              | Bosjökloster, Skåne |       | 55.906068, 13.543702 | 10119800050001 | Ladda upp en bild av detta fornminne      |
| Bosjökloster 6:1                 | Stensättning                |              | Bosjökloster, Skåne |       | 55.907822, 13.543328 | 10119800060001 | Ladda upp en bild av detta fornminne      |
| Trollakistan (Bosjökloster 12:1) | Stenkammargrav              |              | Bosjökloster, Skåne |       | 55.862557, 13.499123 | 10119800120001 | Ladda upp en till bild av detta fornminne |
| Bosjökloster 22:1                | Röse                        |              | Bosjökloster, Skåne |       | 55.910579, 13.538353 | 10119800220001 | Ladda upp en bild av detta fornminne      |
| Bosjökloster 22:2                | Stensättning                |              | Bosjökloster, Skåne |       | 55.910808, 13.538595 | 10119800220002 | Ladda upp en bild av detta fornminne      |
| Bosjökloster 40:1                | Stenkrets                   |              | Bosjökloster, Skåne |       | 55.918029, 13.571882 | 10119800400001 | Ladda upp en bild av detta fornminne      |
| Bosjökloster 40:2                | Grav markerad av sten/block |              | Bosjökloster, Skåne |       | 55.918191, 13.571904 | 10119800400002 | Ladda upp en bild av detta fornminne      |
| Stensoffan (Bosjökloster 81:1)   | Hällristning                |              | Bosjökloster, Skåne |       | 55.882327, 13.511423 | 10119800810001 | Ladda upp en bild av detta fornminne      |
| Bosjökloster 115:1               | Stensättning                |              | Bosjökloster, Skåne |       | 55.922795, 13.577293 | 10119801150001 | Ladda upp en bild av detta fornminne      |

## Hallaröd
| Namn         | Lämningstyp | Tillkomsttid | Historisk indelning | Plats | Läge                 | ID-nr          | Bild                                 |
| ------------ | ----------- | ------------ | ------------------- | ----- | -------------------- | -------------- | ------------------------------------ |
| Hallaröd 3:1 | Gravfält    |              | Hallaröd, Skåne     |       | 56.006522, 13.408043 | 10124300030001 | Ladda upp en bild av detta fornminne |

## Höör
| Namn                     | Lämningstyp                 | Tillkomsttid | Historisk indelning | Plats | Läge                 | ID-nr          | Bild                                 |
| ------------------------ | --------------------------- | ------------ | ------------------- | ----- | -------------------- | -------------- | ------------------------------------ |
| Höör 1:1                 | Stenkrets                   |              | Höör, Skåne         |       | 55.936544, 13.556522 | 10127200010001 | Ladda upp en bild av detta fornminne |
| Höör 3:1                 | Stensättning                |              | Höör, Skåne         |       | 55.945429, 13.551603 | 10127200030001 | Ladda upp en bild av detta fornminne |
| Höör 4:1                 | Stensättning                |              | Höör, Skåne         |       | 55.944056, 13.544847 | 10127200040001 | Ladda upp en bild av detta fornminne |
| Trestenar (Höör 5:1)     | Grav markerad av sten/block |              | Höör, Skåne         |       | 55.938440, 13.535987 | 10127200050001 | Ladda upp en bild av detta fornminne |
| Trestenar (Höör 5:2)     | Grav markerad av sten/block |              | Höör, Skåne         |       | 55.938556, 13.535948 | 10127200050002 | Ladda upp en bild av detta fornminne |
| Trestenar (Höör 5:3)     | Grav markerad av sten/block |              | Höör, Skåne         |       | 55.938516, 13.536207 | 10127200050003 | Ladda upp en bild av detta fornminne |
| Höör 6:1                 | Röse                        |              | Höör, Skåne         |       | 55.964752, 13.528943 | 10127200060001 | Ladda upp en bild av detta fornminne |
| Höör 7:1                 | Stensättning                |              | Höör, Skåne         |       | 55.963444, 13.528307 | 10127200070001 | Ladda upp en bild av detta fornminne |
| Höör 7:2                 | Stensättning                |              | Höör, Skåne         |       | 55.963459, 13.528595 | 10127200070002 | Ladda upp en bild av detta fornminne |
| Höör 9:1                 | Gravfält                    |              | Höör, Skåne         |       | 55.961166, 13.518722 | 10127200090001 | Ladda upp en bild av detta fornminne |
| Höör 10:1                | Gravfält                    |              | Höör, Skåne         |       | 55.960644, 13.505695 | 10127200100001 | Ladda upp en bild av detta fornminne |
| Höör 11:1                | Hög                         |              | Höör, Skåne         |       | 55.909558, 13.547833 | 10127200110001 | Ladda upp en bild av detta fornminne |
| Höör 15:1                | Stensättning                |              | Höör, Skåne         |       | 55.951916, 13.503093 | 10127200150001 | Ladda upp en bild av detta fornminne |
| Höör 16:1                | Gravfält                    |              | Höör, Skåne         |       | 55.952107, 13.500251 | 10127200160001 | Ladda upp en bild av detta fornminne |
| Högabjersrör (Höör 18:1) | Stensättning                |              | Höör, Skåne         |       | 55.947106, 13.497151 | 10127200180001 | Ladda upp en bild av detta fornminne |
| Högabjersrör (Höör 18:2) | Stensättning                |              | Höör, Skåne         |       | 55.946898, 13.497083 | 10127200180002 | Ladda upp en bild av detta fornminne |
| Höör 19:1                | Stensättning                |              | Höör, Skåne         |       | 55.945395, 13.507531 | 10127200190001 | Ladda upp en bild av detta fornminne |
| Höör 20:1                | Stensättning                |              | Höör, Skåne         |       | 55.942659, 13.518355 | 10127200200001 | Ladda upp en bild av detta fornminne |
| Höör 20:2                | Stensättning                |              | Höör, Skåne         |       | 55.942770, 13.517950 | 10127200200002 | Ladda upp en bild av detta fornminne |
| Höör 21:1                | Stenkrets                   |              | Höör, Skåne         |       | 55.949895, 13.522875 | 10127200210001 | Ladda upp en bild av detta fornminne |
| Höör 22:1                | Röse                        |              | Höör, Skåne         |       | 55.936906, 13.493180 | 10127200220001 | Ladda upp en bild av detta fornminne |
| Päreåkersrör (Höör 26:1) | Hög                         |              | Höör, Skåne         |       | 55.936725, 13.512783 | 10127200260001 | Ladda upp en bild av detta fornminne |
| Dockekull (Höör 27:1)    | Röse                        |              | Höör, Skåne         |       | 55.967894, 13.520677 | 10127200270001 | Ladda upp en bild av detta fornminne |
| Dockekull (Höör 27:2)    | Röse                        |              | Höör, Skåne         |       | 55.968111, 13.521418 | 10127200270002 | Ladda upp en bild av detta fornminne |
| Höör 28:1                | Stensättning                |              | Höör, Skåne         |       | 55.972012, 13.520850 | 10127200280001 | Ladda upp en bild av detta fornminne |
| Höör 30:1                | Röse                        |              | Höör, Skåne         |       | 55.963580, 13.541481 | 10127200300001 | Ladda upp en bild av detta fornminne |
| Höör 32:1                | Hög                         |              | Höör, Skåne         |       | 55.958872, 13.542942 | 10127200320001 | Ladda upp en bild av detta fornminne |
| Högarör (Höör 33:1)      | Röse                        |              | Höör, Skåne         |       | 55.960869, 13.515854 | 10127200330001 | Ladda upp en bild av detta fornminne |
| Höör 36:1                | Grav markerad av sten/block |              | Höör, Skåne         |       | 55.910094, 13.554504 | 10127200360001 | Ladda upp en bild av detta fornminne |
| Höör 43:1                | Röse                        |              | Höör, Skåne         |       | 55.923817, 13.488921 | 10127200430001 | Ladda upp en bild av detta fornminne |
| Höör 44:1                | Röse                        |              | Höör, Skåne         |       | 55.925670, 13.494283 | 10127200440001 | Ladda upp en bild av detta fornminne |
| Höör 46:1                | Röse                        |              | Höör, Skåne         |       | 55.970197, 13.503496 | 10127200460001 | Ladda upp en bild av detta fornminne |
| Höja rör? (Höör 47:1)    | Stensättning                |              | Höör, Skåne         |       | 55.975131, 13.542841 | 10127200470001 | Ladda upp en bild av detta fornminne |
| Höja rör? (Höör 47:2)    | Stensättning                |              | Höör, Skåne         |       | 55.975117, 13.542553 | 10127200470002 | Ladda upp en bild av detta fornminne |
| Höör 65:1                | Hög                         |              | Höör, Skåne         |       | 55.939171, 13.571032 | 10127200650001 | Ladda upp en bild av detta fornminne |
| Höör 68:1                | Hög                         |              | Höör, Skåne         |       | 55.952537, 13.553688 | 10127200680001 | Ladda upp en bild av detta fornminne |
| Höör 80:1                | Hällristning                |              | Höör, Skåne         |       | 55.935357, 13.511231 | 10127200800001 | Ladda upp en bild av detta fornminne |
| Höör 91:1                | Röse                        |              | Höör, Skåne         |       | 55.964843, 13.540799 | 10127200910001 | Ladda upp en bild av detta fornminne |
| Höör 96:1                | Röse                        |              | Höör, Skåne         |       | 55.948394, 13.585710 | 10127200960001 | Ladda upp en bild av detta fornminne |
| Höör 99:1                | Stensättning                |              | Höör, Skåne         |       | 55.950689, 13.539420 | 10127200990001 | Ladda upp en bild av detta fornminne |
| Höör 99:2                | Stensättning                |              | Höör, Skåne         |       | 55.950527, 13.539602 | 10127200990002 | Ladda upp en bild av detta fornminne |
| Höör 101:1               | Stensättning                |              | Höör, Skåne         |       | 55.954590, 13.523671 | 10127201010001 | Ladda upp en bild av detta fornminne |
| Höör 102:1               | Stensättning                |              | Höör, Skåne         |       | 55.954342, 13.519491 | 10127201020001 | Ladda upp en bild av detta fornminne |
| Höör 104:1               | Röse                        |              | Höör, Skåne         |       | 55.959897, 13.503259 | 10127201040001 | Ladda upp en bild av detta fornminne |
| Höör 104:2               | Röse                        |              | Höör, Skåne         |       | 55.959809, 13.502912 | 10127201040002 | Ladda upp en bild av detta fornminne |
| Höör 109:1               | Gravfält                    |              | Höör, Skåne         |       | 55.957542, 13.526683 | 10127201090001 | Ladda upp en bild av detta fornminne |
| Höör 111:1               | Hällristning                |              | Höör, Skåne         |       | 55.967237, 13.516262 | 10127201110001 | Ladda upp en bild av detta fornminne |
| Höör 112:1               | Röse                        |              | Höör, Skåne         |       | 55.966261, 13.510201 | 10127201120001 | Ladda upp en bild av detta fornminne |
| Höör 117:1               | Stensättning                |              | Höör, Skåne         |       | 55.969763, 13.504803 | 10127201170001 | Ladda upp en bild av detta fornminne |
| Höör 133:1               | Gravfält                    |              | Höör, Skåne         |       | 55.947959, 13.493139 | 10127201330001 | Ladda upp en bild av detta fornminne |
| Höör 137:1               | Röse                        |              | Höör, Skåne         |       | 55.924090, 13.482456 | 10127201370001 | Ladda upp en bild av detta fornminne |
| Höör 142:1               | Röse                        |              | Höör, Skåne         |       | 55.959579, 13.537439 | 10127201420001 | Ladda upp en bild av detta fornminne |
| Höör 149:1               | Stensättning                |              | Höör, Skåne         |       | 55.967538, 13.572775 | 10127201490001 | Ladda upp en bild av detta fornminne |
| Höör 155:1               | Stensättning                |              | Höör, Skåne         |       | 55.958276, 13.538396 | 10127201550001 | Ladda upp en bild av detta fornminne |
| Höör 155:2               | Stensättning                |              | Höör, Skåne         |       | 55.958279, 13.538060 | 10127201550002 | Ladda upp en bild av detta fornminne |
| Höör 155:3               | Stensättning                |              | Höör, Skåne         |       | 55.958202, 13.537760 | 10127201550003 | Ladda upp en bild av detta fornminne |
| Höör 156:1               | Röse                        |              | Höör, Skåne         |       | 55.978023, 13.514118 | 10127201560001 | Ladda upp en bild av detta fornminne |
| Höör 161:1               | Grav markerad av sten/block |              | Höör, Skåne         |       | 55.929471, 13.558372 | 10127201610001 | Ladda upp en bild av detta fornminne |
| Höör 161:2               | Grav markerad av sten/block |              | Höör, Skåne         |       | 55.929680, 13.558488 | 10127201610002 | Ladda upp en bild av detta fornminne |
| Höör 162:1               | Grav markerad av sten/block |              | Höör, Skåne         |       | 55.929006, 13.558975 | 10127201620001 | Ladda upp en bild av detta fornminne |
| Höör 167:1               | Röse                        |              | Höör, Skåne         |       | 55.918333, 13.508846 | 10127201670001 | Ladda upp en bild av detta fornminne |
| Dragarör (Höör 168:1)    | Röse                        |              | Höör, Skåne         |       | 55.917738, 13.507409 | 10127201680001 | Ladda upp en bild av detta fornminne |
| Kjörneshög (Höör 171:1)  | Röse                        |              | Höör, Skåne         |       | 55.961522, 13.581402 | 10127201710001 | Ladda upp en bild av detta fornminne |
| Höör 180:1               | Röse                        |              | Höör, Skåne         |       | 55.931279, 13.491100 | 10127201800001 | Ladda upp en bild av detta fornminne |
| Höör 271:1               | Stensättning                |              | Höör, Skåne         |       | 55.947087, 13.492293 | 10127202710001 | Ladda upp en bild av detta fornminne |
| Höör 273:1               | Stensättning                |              | Höör, Skåne         |       | 55.940042, 13.606281 | 10127202730001 | Ladda upp en bild av detta fornminne |
| Höör 274:1               | Gravfält                    |              | Höör, Skåne         |       | 55.940870, 13.606685 | 10127202740001 | Ladda upp en bild av detta fornminne |
| Höör 275:1               | Stensättning                |              | Höör, Skåne         |       | 55.936346, 13.569593 | 10127202750001 | Ladda upp en bild av detta fornminne |
| Höör 278:1               | Röse                        |              | Höör, Skåne         |       | 55.927435, 13.574259 | 10127202780001 | Ladda upp en bild av detta fornminne |
| Höör 278:2               | Stensättning                |              | Höör, Skåne         |       | 55.927563, 13.574489 | 10127202780002 | Ladda upp en bild av detta fornminne |
| Höör 278:3               | Stensättning                |              | Höör, Skåne         |       | 55.927580, 13.574223 | 10127202780003 | Ladda upp en bild av detta fornminne |
| Höör 280:1               | Stensättning                |              | Höör, Skåne         |       | 55.932433, 13.596464 | 10127202800001 | Ladda upp en bild av detta fornminne |
| Höör 282:1               | Stensättning                |              | Höör, Skåne         |       | 55.922508, 13.568040 | 10127202820001 | Ladda upp en bild av detta fornminne |
| Höör 328                 | Gravfält                    |              | Höör, Skåne         |       | 55.957909, 13.584081 | 12000000066611 | Ladda upp en bild av detta fornminne |
| Höör 330                 | Hällristning                |              | Höör, Skåne         |       | 55.957913, 13.583833 | 12000000066614 | Ladda upp en bild av detta fornminne |
| Höör 335                 | Gravfält                    |              | Höör, Skåne         |       | 55.928103, 13.495688 | 12000000079859 | Ladda upp en bild av detta fornminne |
| Höör 336                 | Stensättning                |              | Höör, Skåne         |       | 55.927459, 13.494955 | 12000000079863 | Ladda upp en bild av detta fornminne |
| Höör 338                 | Stensättning                |              | Höör, Skåne         |       | 55.927446, 13.495296 | 12000000079865 | Ladda upp en bild av detta fornminne |
| Höör 339                 | Stensättning                |              | Höör, Skåne         |       | 55.928607, 13.494524 | 12000000079866 | Ladda upp en bild av detta fornminne |
| Höör 340                 | Stensättning                |              | Höör, Skåne         |       | 55.928507, 13.494930 | 12000000079867 | Ladda upp en bild av detta fornminne |
| Höör 341                 | Stensättning                |              | Höör, Skåne         |       | 55.928421, 13.494690 | 12000000079868 | Ladda upp en bild av detta fornminne |
| Höör 351                 | Stensättning                |              | Höör, Skåne         |       | 55.971801, 13.584354 | 12000000095481 | Ladda upp en bild av detta fornminne |
| Höör 352                 | Hällristning                |              | Höör, Skåne         |       | 55.965526, 13.599160 | 12000000095482 | Ladda upp en bild av detta fornminne |
| Höör 415                 | Hällristning                |              | Höör, Skåne         |       | 55.963638, 13.606051 | 12000000095678 | Ladda upp en bild av detta fornminne |
| Höör 422                 | Stensättning                |              | Höör, Skåne         |       | 55.965871, 13.599370 | 12000000095688 | Ladda upp en bild av detta fornminne |
| Höör 424                 | Stensättning                |              | Höör, Skåne         |       | 55.965795, 13.599506 | 12000000095690 | Ladda upp en bild av detta fornminne |
| Höör 439                 | Hällristning                |              | Höör, Skåne         |       | 55.952241, 13.608279 | 12000000095714 | Ladda upp en bild av detta fornminne |
| Höör 507                 | Stensättning                |              | Höör, Skåne         |       | 55.958340, 13.535107 | 12000000095908 | Ladda upp en bild av detta fornminne |
| Höör 513                 | Gravfält                    |              | Höör, Skåne         |       | 55.964232, 13.532844 | 12000000095914 | Ladda upp en bild av detta fornminne |
| Höör 546                 | Stensättning                |              | Höör, Skåne         |       | 55.917337, 13.503319 | 12000000096073 | Ladda upp en bild av detta fornminne |
| Höör 606                 | Stensättning                |              | Höör, Skåne         |       | 55.969276, 13.530930 | 12000000099280 | Ladda upp en bild av detta fornminne |
| Höör 679                 | Stensättning                |              | Höör, Skåne         |       | 55.964999, 13.497535 | 12000000102365 | Ladda upp en bild av detta fornminne |
| Höör 682                 | Stenkammargrav              |              | Höör, Skåne         |       | 55.956564, 13.485178 | 12000000102369 | Ladda upp en bild av detta fornminne |
| Höör 692                 | Hällristning                |              | Höör, Skåne         |       | 55.971678, 13.516253 | 12000000102559 | Ladda upp en bild av detta fornminne |
| Höör 698                 | Stensättning                |              | Höör, Skåne         |       | 55.959053, 13.503327 | 12000000102577 | Ladda upp en bild av detta fornminne |
| Höör 704                 | Hällristning                |              | Höör, Skåne         |       | 55.964904, 13.506786 | 12000000102589 | Ladda upp en bild av detta fornminne |
| Höör 705                 | Stensättning                |              | Höör, Skåne         |       | 55.956385, 13.484038 | 12000000102591 | Ladda upp en bild av detta fornminne |
| Höör 707                 | Hällristning                |              | Höör, Skåne         |       | 55.965127, 13.507809 | 12000000102593 | Ladda upp en bild av detta fornminne |
| Höör 720                 | Stensättning                |              | Höör, Skåne         |       | 55.922060, 13.501338 | 12000000103726 | Ladda upp en bild av detta fornminne |
| Höör 724                 | Stensättning                |              | Höör, Skåne         |       | 55.922055, 13.500628 | 12000000103731 | Ladda upp en bild av detta fornminne |
| Höör 725                 | Stensättning                |              | Höör, Skåne         |       | 55.918632, 13.501432 | 12000000103732 | Ladda upp en bild av detta fornminne |
| Höör 729                 | Stensättning                |              | Höör, Skåne         |       | 55.951168, 13.539109 | 12000000103736 | Ladda upp en bild av detta fornminne |
| Höör 733                 | Hällristning                |              | Höör, Skåne         |       | 55.916417, 13.548870 | 12000000116140 | Ladda upp en bild av detta fornminne |
| Höör 735                 | Hällristning                |              | Höör, Skåne         |       | 55.916413, 13.550087 | 12000000116143 | Ladda upp en bild av detta fornminne |
| Höör 737                 | Hällristning                |              | Höör, Skåne         |       | 55.957743, 13.584257 | 12000000135173 | Ladda upp en bild av detta fornminne |
| Höör 738                 | Hällristning                |              | Höör, Skåne         |       | 55.957807, 13.584737 | 12000000135176 | Ladda upp en bild av detta fornminne |
| Bosjökloster 111:1       | Gravfält                    |              | Höör, Skåne         |       | 55.928762, 13.596860 | 10119801110001 | Ladda upp en bild av detta fornminne |

## Munkarp
| Namn        | Lämningstyp      | Tillkomsttid | Historisk indelning | Plats | Läge                 | ID-nr          | Bild                                      |
| ----------- | ---------------- | ------------ | ------------------- | ----- | -------------------- | -------------- | ----------------------------------------- |
| Munkarp 1:1 | Begravningsplats |              | Munkarp, Skåne      |       | 55.948206, 13.448993 | 10130800010001 | Ladda upp en bild av detta fornminne      |
| Munkarp 1:2 | Kyrka/kapell     |              | Munkarp, Skåne      |       | 55.948127, 13.448888 | 10130800010002 | Ladda upp en till bild av detta fornminne |

## Norra Rörum
| Namn              | Lämningstyp                 | Tillkomsttid | Historisk indelning | Plats | Läge                 | ID-nr          | Bild                                 |
| ----------------- | --------------------------- | ------------ | ------------------- | ----- | -------------------- | -------------- | ------------------------------------ |
| Norra Rörum 3:1   | Stenkrets                   |              | Norra Rörum, Skåne  |       | 55.999521, 13.539070 | 10131400030001 | Ladda upp en bild av detta fornminne |
| Norra Rörum 3:2   | Grav markerad av sten/block |              | Norra Rörum, Skåne  |       | 55.999392, 13.539410 | 10131400030002 | Ladda upp en bild av detta fornminne |
| Norra Rörum 3:3   | Stensättning                |              | Norra Rörum, Skåne  |       | 55.999333, 13.539066 | 10131400030003 | Ladda upp en bild av detta fornminne |
| Norra Rörum 8:1   | Stensättning                |              | Norra Rörum, Skåne  |       | 56.021074, 13.487298 | 10131400080001 | Ladda upp en bild av detta fornminne |
| Norra Rörum 8:2   | Stenkrets                   |              | Norra Rörum, Skåne  |       | 56.021080, 13.487552 | 10131400080002 | Ladda upp en bild av detta fornminne |
| Norra Rörum 8:3   | Grav markerad av sten/block |              | Norra Rörum, Skåne  |       | 56.021033, 13.487105 | 10131400080003 | Ladda upp en bild av detta fornminne |
| Norra Rörum 9:1   | Röse                        |              | Norra Rörum, Skåne  |       | 56.025793, 13.495747 | 10131400090001 | Ladda upp en bild av detta fornminne |
| Norra Rörum 10:1  | Gravfält                    |              | Norra Rörum, Skåne  |       | 56.018184, 13.499189 | 10131400100001 | Ladda upp en bild av detta fornminne |
| Norra Rörum 17:1  | Stensättning                |              | Norra Rörum, Skåne  |       | 55.989556, 13.537765 | 10131400170001 | Ladda upp en bild av detta fornminne |
| Norra Rörum 20:1  | Gravfält                    |              | Norra Rörum, Skåne  |       | 55.993772, 13.536506 | 10131400200001 | Ladda upp en bild av detta fornminne |
| Norra Rörum 32:1  | Stensättning                |              | Norra Rörum, Skåne  |       | 55.996584, 13.542808 | 10131400320001 | Ladda upp en bild av detta fornminne |
| Norra Rörum 38:1  | Stensättning                |              | Norra Rörum, Skåne  |       | 56.017476, 13.497171 | 10131400380001 | Ladda upp en bild av detta fornminne |
| Norra Rörum 39:1  | Stensättning                |              | Norra Rörum, Skåne  |       | 56.016755, 13.496538 | 10131400390001 | Ladda upp en bild av detta fornminne |
| Norra Rörum 40:1  | Stensättning                |              | Norra Rörum, Skåne  |       | 56.018780, 13.496619 | 10131400400001 | Ladda upp en bild av detta fornminne |
| Norra Rörum 40:2  | Stensättning                |              | Norra Rörum, Skåne  |       | 56.018719, 13.496852 | 10131400400002 | Ladda upp en bild av detta fornminne |
| Norra Rörum 40:3  | Stensättning                |              | Norra Rörum, Skåne  |       | 56.018835, 13.496956 | 10131400400003 | Ladda upp en bild av detta fornminne |
| Norra Rörum 40:4  | Stensättning                |              | Norra Rörum, Skåne  |       | 56.018600, 13.496378 | 10131400400004 | Ladda upp en bild av detta fornminne |
| Norra Rörum 41:1  | Stensättning                |              | Norra Rörum, Skåne  |       | 56.016808, 13.489320 | 10131400410001 | Ladda upp en bild av detta fornminne |
| Norra Rörum 42:1  | Stensättning                |              | Norra Rörum, Skåne  |       | 56.015928, 13.488242 | 10131400420001 | Ladda upp en bild av detta fornminne |
| Norra Rörum 47:1  | Stensättning                |              | Norra Rörum, Skåne  |       | 56.020006, 13.489056 | 10131400470001 | Ladda upp en bild av detta fornminne |
| Norra Rörum 47:2  | Stensättning                |              | Norra Rörum, Skåne  |       | 56.020357, 13.489489 | 10131400470002 | Ladda upp en bild av detta fornminne |
| Norra Rörum 47:3  | Stensättning                |              | Norra Rörum, Skåne  |       | 56.020536, 13.488934 | 10131400470003 | Ladda upp en bild av detta fornminne |
| Norra Rörum 48:1  | Stensättning                |              | Norra Rörum, Skåne  |       | 56.019521, 13.487860 | 10131400480001 | Ladda upp en bild av detta fornminne |
| Norra Rörum 50:1  | Hällristning                |              | Norra Rörum, Skåne  |       | 56.021849, 13.496276 | 10131400500001 | Ladda upp en bild av detta fornminne |
| Norra Rörum 54:1  | Stensättning                |              | Norra Rörum, Skåne  |       | 56.030678, 13.505428 | 10131400540001 | Ladda upp en bild av detta fornminne |
| Norra Rörum 60:1  | Röse                        |              | Norra Rörum, Skåne  |       | 56.030320, 13.524139 | 10131400600001 | Ladda upp en bild av detta fornminne |
| Norra Rörum 63:1  | Stensättning                |              | Norra Rörum, Skåne  |       | 56.025580, 13.516538 | 10131400630001 | Ladda upp en bild av detta fornminne |
| Norra Rörum 63:2  | Stensättning                |              | Norra Rörum, Skåne  |       | 56.025504, 13.516904 | 10131400630002 | Ladda upp en bild av detta fornminne |
| Norra Rörum 63:3  | Stensättning                |              | Norra Rörum, Skåne  |       | 56.025369, 13.517389 | 10131400630003 | Ladda upp en bild av detta fornminne |
| Norra Rörum 67:1  | Röse                        |              | Norra Rörum, Skåne  |       | 56.029699, 13.510554 | 10131400670001 | Ladda upp en bild av detta fornminne |
| Norra Rörum 70:1  | Stensättning                |              | Norra Rörum, Skåne  |       | 56.025850, 13.480520 | 10131400700001 | Ladda upp en bild av detta fornminne |
| Norra Rörum 71:1  | Stensättning                |              | Norra Rörum, Skåne  |       | 56.025979, 13.478031 | 10131400710001 | Ladda upp en bild av detta fornminne |
| Norra Rörum 96:1  | Stensättning                |              | Norra Rörum, Skåne  |       | 56.050089, 13.517249 | 10131400960001 | Ladda upp en bild av detta fornminne |
| Norra Rörum 118:1 | Hällristning                |              | Norra Rörum, Skåne  |       | 56.018016, 13.494971 | 10131401180001 | Ladda upp en bild av detta fornminne |
| Norra Rörum 186   | Stensättning                |              | Norra Rörum, Skåne  |       | 56.048203, 13.580647 | 12000000127205 | Ladda upp en bild av detta fornminne |
| Norra Rörum 195   | Stensättning                |              | Norra Rörum, Skåne  |       | 56.046103, 13.571300 | 12000000135180 | Ladda upp en bild av detta fornminne |

## Tjörnarp
| Namn                    | Lämningstyp      | Tillkomsttid | Historisk indelning | Plats | Läge                 | ID-nr          | Bild                                 |
| ----------------------- | ---------------- | ------------ | ------------------- | ----- | -------------------- | -------------- | ------------------------------------ |
| Tjörnarp 1:1            | Begravningsplats |              | Tjörnarp, Skåne     |       | 56.002696, 13.619341 | 10137500010001 | Ladda upp en bild av detta fornminne |
| Tjörnarp 1:2            | Kyrka/kapell     |              | Tjörnarp, Skåne     |       | 56.002723, 13.619464 | 10137500010002 | Ladda upp en bild av detta fornminne |
| Tjörnarp 2:1            | Stensättning     |              | Tjörnarp, Skåne     |       | 56.002450, 13.626947 | 10137500020001 | Ladda upp en bild av detta fornminne |
| Tjörnarp 2:2            | Stensättning     |              | Tjörnarp, Skåne     |       | 56.002511, 13.627150 | 10137500020002 | Ladda upp en bild av detta fornminne |
| Tjörnarp 3:1            | Stensättning     |              | Tjörnarp, Skåne     |       | 56.002449, 13.627843 | 10137500030001 | Ladda upp en bild av detta fornminne |
| Tjörnarp 6:1            | Röse             |              | Tjörnarp, Skåne     |       | 56.007441, 13.622112 | 10137500060001 | Ladda upp en bild av detta fornminne |
| Tjörnarp 12:1           | Stensättning     |              | Tjörnarp, Skåne     |       | 55.985174, 13.631533 | 10137500120001 | Ladda upp en bild av detta fornminne |
| Tjörnarp 14:1           | Stensättning     |              | Tjörnarp, Skåne     |       | 55.981265, 13.568762 | 10137500140001 | Ladda upp en bild av detta fornminne |
| Tjörnarp 20:1           | Stensättning     |              | Tjörnarp, Skåne     |       | 55.996045, 13.601779 | 10137500200001 | Ladda upp en bild av detta fornminne |
| Tjörnarp 22:1           | Röse             |              | Tjörnarp, Skåne     |       | 55.981964, 13.640046 | 10137500220001 | Ladda upp en bild av detta fornminne |
| Tjörnarp 25:1           | Stensättning     |              | Tjörnarp, Skåne     |       | 55.984294, 13.630573 | 10137500250001 | Ladda upp en bild av detta fornminne |
| Tjörnarp 28:1           | Röse             |              | Tjörnarp, Skåne     |       | 55.976783, 13.593199 | 10137500280001 | Ladda upp en bild av detta fornminne |
| Tjörnarp 34:1           | Stensättning     |              | Tjörnarp, Skåne     |       | 56.036000, 13.641775 | 10137500340001 | Ladda upp en bild av detta fornminne |
| Tjörnarp 36:1           | Röse             |              | Tjörnarp, Skåne     |       | 56.032450, 13.653886 | 10137500360001 | Ladda upp en bild av detta fornminne |
| Tjörnarp 40:1           | Röse             |              | Tjörnarp, Skåne     |       | 56.022640, 13.646488 | 10137500400001 | Ladda upp en bild av detta fornminne |
| Tjörnarp 41:1           | Stensättning     |              | Tjörnarp, Skåne     |       | 56.025781, 13.634286 | 10137500410001 | Ladda upp en bild av detta fornminne |
| Tjörnarp 41:2           | Stensättning     |              | Tjörnarp, Skåne     |       | 56.025840, 13.633937 | 10137500410002 | Ladda upp en bild av detta fornminne |
| Tjörnarp 41:3           | Röse             |              | Tjörnarp, Skåne     |       | 56.025805, 13.633751 | 10137500410003 | Ladda upp en bild av detta fornminne |
| Tjörnarp 41:4           | Röse             |              | Tjörnarp, Skåne     |       | 56.025727, 13.633555 | 10137500410004 | Ladda upp en bild av detta fornminne |
| Tjörnarp 43:1           | Stensättning     |              | Tjörnarp, Skåne     |       | 56.023974, 13.630145 | 10137500430001 | Ladda upp en bild av detta fornminne |
| Tjörnarp 43:2           | Röse             |              | Tjörnarp, Skåne     |       | 56.023951, 13.629957 | 10137500430002 | Ladda upp en bild av detta fornminne |
| Tjörnarp 48:1           | Stensättning     |              | Tjörnarp, Skåne     |       | 56.027989, 13.638735 | 10137500480001 | Ladda upp en bild av detta fornminne |
| Tjörnarp 49:1           | Stensättning     |              | Tjörnarp, Skåne     |       | 56.028843, 13.637806 | 10137500490001 | Ladda upp en bild av detta fornminne |
| Tjörnarp 51:1           | Stensättning     |              | Tjörnarp, Skåne     |       | 56.035147, 13.633192 | 10137500510001 | Ladda upp en bild av detta fornminne |
| Tjörnarp 54:1           | Stensättning     |              | Tjörnarp, Skåne     |       | 56.007146, 13.623703 | 10137500540001 | Ladda upp en bild av detta fornminne |
| Tjörnarp 153            | Stensättning     |              | Tjörnarp, Skåne     |       | 55.978784, 13.573308 | 12000000104148 | Ladda upp en bild av detta fornminne |
| Tjörnarp 216            | Stensättning     |              | Tjörnarp, Skåne     |       | 55.991610, 13.636702 | 12000000104408 | Ladda upp en bild av detta fornminne |
| Tjörnarp 296            | Hällristning     |              | Tjörnarp, Skåne     |       | 55.990888, 13.633333 | 12000000104779 | Ladda upp en bild av detta fornminne |
| Tjörnarp 331            | Hällristning     |              | Tjörnarp, Skåne     |       | 56.025258, 13.635489 | 12000000104942 | Ladda upp en bild av detta fornminne |
| Tjörnarp 357            | Stensättning     |              | Tjörnarp, Skåne     |       | 55.991952, 13.637692 | 12000000104972 | Ladda upp en bild av detta fornminne |
| Gula rör (Tjörnarp 386) | Röse             |              | Tjörnarp, Skåne     |       | 55.972412, 13.615826 | 12000000105248 | Ladda upp en bild av detta fornminne |
| Tjörnarp 461            | Stensättning     |              | Tjörnarp, Skåne     |       | 56.038409, 13.642494 | 12000000105432 | Ladda upp en bild av detta fornminne |
| Tjörnarp 483            | Hällristning     |              | Tjörnarp, Skåne     |       | 56.010207, 13.607157 | 12000000105484 | Ladda upp en bild av detta fornminne |
| Tjörnarp 492            | Stensättning     |              | Tjörnarp, Skåne     |       | 56.002633, 13.625054 | 12000000105514 | Ladda upp en bild av detta fornminne |
| Tjörnarp 495            | Stensättning     |              | Tjörnarp, Skåne     |       | 56.012977, 13.610988 | 12000000105517 | Ladda upp en bild av detta fornminne |
| Tjörnarp 497            | Stensättning     |              | Tjörnarp, Skåne     |       | 56.002480, 13.624674 | 12000000105519 | Ladda upp en bild av detta fornminne |
| Tjörnarp 598            | Stensättning     |              | Tjörnarp, Skåne     |       | 56.020495, 13.596779 | 12000000130691 | Ladda upp en bild av detta fornminne |
| Tjörnarp 623            | Stensättning     |              | Tjörnarp, Skåne     |       | 56.013404, 13.610489 | 12000000131089 | Ladda upp en bild av detta fornminne |
| Tjörnarp 624            | Stensättning     |              | Tjörnarp, Skåne     |       | 56.011015, 13.604922 | 12000000131090 | Ladda upp en bild av detta fornminne |
| Tjörnarp 637            | Stensättning     |              | Tjörnarp, Skåne     |       | 56.001299, 13.594054 | 12000000131248 | Ladda upp en bild av detta fornminne |
| Tjörnarp 662            | Röse             |              | Tjörnarp, Skåne     |       | 55.993597, 13.642099 | 12000000131346 | Ladda upp en bild av detta fornminne |